# Titularbistum Domnach Sechnaill
Domnach Sechnaill (lat.: Sancti Secundini in Dominica, neu-ir. Dún Seachlainn, engl. Dunshaughlin) ist ein Titularbistum der römisch-katholischen Kirche.
Es geht zurück auf einen untergegangenen Bischofssitz in Dunshaughlin, der in der irischen Provinz Leinster lag und der Kirchenprovinz Armagh zugeordnet war.
| Titularbischöfe von Domnach Sechnaill |                                                     |                                             |                  |              |
| Nr.                                   | Name                                                | Amt                                         | von              | bis          |
| 1                                     | James Michael Liston                                | Koadjutorbischof von Auckland (Neuseeland)  | 7. März 1970     | 8. Juli 1976 |
| 2                                     | Edward Russell Gaines                               | Weihbischof in Auckland (Neuseeland)        | 28. Oktober 1976 | 6. März 1980 |
| 3                                     | Luc Alfons De Hovre SJ                              | Weihbischof in Mecheln-Brüssel (Belgien)    | 15. Februar 1982 | 4. Juni 2009 |
| 4                                     | Eugene Martin Nugent Titularerzbischof pro hac vice | Apostolischer Nuntius Apostolischer Delegat | 13. Februar 2010 |              |